# Seeing Other People
Pour plus de détails, voir Fiche technique et Distribution.
Seeing Other People, ou L'Amour en Question au Québec, est une comédie américaine sortie aux États-Unis le 7 mai 2004 et réalisé par Wallace Wolodarsky. On y retrouve les acteurs Jay Mohr et Julianne Nicholson.

## Synopsis
Ed (Jay Mohr) et Alice (Julianne Nicholson) vivent ensemble une petite vie simple et sans folie, et vont bientôt se marier. Mais à la suite de leur fête de fiançailles, Alice vit une aventure avec un serveur, et arrive à la conclusion qu'il serait bénéfique pour leur couple de voir d'autres personnes (sous entendu, d'autres partenaires sexuels) avant qu'ils ne s'engagent pour le reste de leurs vies...

## Fiche technique
- Direction artistique : Kate Bunch
- Décors : Britt Woods
- Costumes : Jacqueline Saint Anne
- Montage : Stewart Schill
- Musique : Allan Elliott
- Production : Gavin Polone
- Langue : anglais

## Distribution
Légende : Version Québécoise = VQ
- Jay Mohr (VQ : Hugolin Chevrette) : Ed
- Julianne Nicholson (VQ : Pascale Montreuil) : Alice
- Lauren Graham (VQ : Natalie Hamel-Roy) : Claire
- Bryan Cranston (VQ : Gilbert Lachance) : Peter
- Josh Charles (VQ : Jean-François Beaupré) : Lou
- Andy Richter (VQ : Patrick Chouinard) : Carl
- Helen Slater (VQ : Élise Bertrand) : Penelope
- Matthew Davis (VQ : Benoit Éthier) : Donald
- Jonathan Davis : Ricky
- Jill Ritchie (VQ : Violette Chauveau) : Sandy
- Niki J. Crawford (VQ : Camille Cyr-Desmarais) : Venita
- Dylan McLaughlin : Jake
- Lew Schneider : Marty
- Shanna Moakler : Kasey
- Mike Faiola : Tim
- Sheeri Rappaport : Naomi